# Annavölgy, Komárom-Esztergom
Annavölgy  este un sat în districtul Esztergom, județul Komárom-Esztergom, Ungaria, având o populație de 977 de locuitori (2011). 

## Demografie
Componența etnică a satului Annavölgy
     Maghiari (95,94%)
     Germani (1,23%)
     Necunoscut (0,49%)
     Alții (2,34%)
Componența confesională a satului Annavölgy
     Fără religie (36,03%)
     Romano-catolici (25,38%)
     Reformați (2,87%)
     Necunoscută (35,11%)
     Atei (0,61%)
     Alte religii (0,31%)
Conform recensământului din 2011, satul Annavölgy avea 977 de locuitori. Din punct de vedere etnic, majoritatea locuitorilor (95,94%) erau maghiari, cu o minoritate de germani (1,23%). Apartenența etnică nu este cunoscută în cazul a 0,49% din locuitori. Nu există o religie majoritară, locuitorii fiind persoane fără religie (36,03%), romano-catolici (25,38%) și reformați (2,87%). Pentru 35,11% din locuitori nu este cunoscută apartenența confesională.